# Idioma paez
El idioma paez (AFI [pa.ˈes]), autoglotónimo nasa yuwe, es un idioma hablado por el pueblo nasa o páez (de «pats» «derecha» del río Cauca), que habita en la zona andina de Colombia, especialmente en el departamento del Cauca.

## Clasificación
Se discute a qué familia lingüística pertenece. Uricoechea (1877) se orientaba por destacar las relaciones del nasa yuwe con las lenguas andinas como el quechua, especialmente por la gramática y la morfología, aunque en la actualidad esa propuesta ha sido completamente abandonada.
Paul Rivet y otros la clasificaron como chibcha, aunque Constenla Umaña comprobó que no es una lengua propiamente chibcha. Más recientemente se ha propuesto que forma parte del filo macro-chibcha, dentro del cual se ha conjeturado que podría tener una relación más o menos remota con la familia barbacoana, junto con el awá, guambiano, cayapa, colorado y tal vez el andaquí y algunas más. Otros autores proponen una familia «paezana» (Kaufmann, Key, Greenberg), otros una «barbacoana-paezana». Sin embargo, estructuralmente y léxicamente el paez y el barbacoano son muy diferentes y las formas léxicas similares podrían deberse a préstamos lingüísticos, dada la cercanía geográfica de estas lenguas. En la misma línea de la propuesta macro-chibcha, Greenberg (1987) propone una macrofamilia chibchano-paezana.
Para otros (Gordon 2005) es una lengua independiente, aunque se pueda aceptar su relación con el andaquí, con el cual algunos de los paralelos lexicales son significativos (Adelaar & Muysken 2004). Marcelo Jolkesky encontró en los vocabularios evidencias importantes que indican que los antepasados de los andaquí y los cofán habrían mantenido contacto cercano con los nasa durante la época precolombina.
Campbell (1997:173-176) señala: «No hay consenso sobre el paezano, y las opiniones varían notablemente. Habitualmente se ubica al páez junto con el paniquitá (Colombia), en realidad un dialecto de esta lengua y el extinto panzaleo; puesto que escasamente hay algún dato sobre el panzaleo, la clasificación no tiene base lingüística real (Loukotka 1968:245, Constenla Umaña 1991).»

## Descripción lingüística

### Estudio de la lengua
El primer diccionario paez-castellano fue elaborado por el sacerdote Eugenio del Castillo y Orozco en 1777 y editado por Ezequiel Uricoechea 110 años después. Los diccionarios y gramáticas misioneras tenían generalmente el objetivo de «evangelizar» y castellanizar a los indígenas y fueron parte del proceso de retroceso de las lenguas nativas. Hoy, sin embargo, son un testimonio de la historia de la lengua y sirven para recuperar palabras y entender mejor la toponimia.
La disminución del número de hablantes de paez fue producto de la dominación de los estados castellano-hablantes, la inequidad de la economía, la conveniencia política que llevó a la Corona española a prohibir las lenguas indígenas al final del siglo XVIII y a las escuelas a seguir idéntica política en el siglo XX y condujo al monolingüismo de los medios de comunicación.
Hoy en día, el nasa yuwe es hablado por más de 100 mil personas y se revierte la tendencia a la reducción del número de hablantes, porque existen sólidos estudios fonológicos y gramaticales, diccionarios y cartillas, de manera que se fortalecen los programas de defensa de la lengua, enseñanza en y del nasa yuwe, en el contexto de programas oficiales y no oficiales de etnoeducación que constituyen una prioridad de las autoridades indígenas, que a la vez impulsan el fortalecimiento de medios de comunicación propios como Radio Payumat o Radio Nasa.

### Fonología
El páez tiene cuatro vocales orales y cuatro nasales (i, e, a, u) y registra vocales breves y largas, por lo que el número de segmentos vocálicos en oposición fonológica es de 16: 
|          | Anteriores | Centrales | Posteriores |
| -------- | ---------- | --------- | ----------- |
| Cerradas | i ĩ iˑ ĩˑ  |           | u ũ uˑ ũˑ   |
| Medias   | e ẽ eˑ ẽˑ  |           |             |
| Abiertas |            | a ã aˑ ãˑ |             |

El idioma paez posee 38 fonemas consonánticos, siendo una peculiaridad la abundancia de consonantes palatalizadas, aspiradas y palatalizadas-aspiradas.
|             |               | Labial | Labial | Alveolar | Alveolar | Lamino- palatal | Lamino- palatal | Velar  | Velar  | Glotal | Glotal |
| simple      | palat.        | simple | palat. | simple   | palat.   | simple          | palat.          | simple | palat. |        |        |
| ----------- | ------------- | ------ | ------ | -------- | -------- | --------------- | --------------- | ------ | ------ | ------ | ------ |
| oclusiva    | sorda         | p      | pʲ     | t        | ƫ        | ʦ               | ç               | k      | c      | ʔ      |        |
| oclusiva    | aspirada      | pʰ     | pʲʰ    | tʰ       | ƫʰ       | ʦʰ              | çʰ              | kʰ     | cʰ     |        |        |
| oclusiva    | prenasalizada | mb     | mbʲ    | ⁿd       | ⁿdʲ      | ⁿʣ              | ⁿʣ̢              | ⁿɡ     |        |        |        |
| nasal       | nasal         | m      |        | n        | ɲ        |                 |                 |        |        |        |        |
| fricativa   | sorda         |        | fʲ     | s        | ʃ        |                 |                 |        |        | h      | ɧ      |
| fricativa   | sonora        |        | vʲ     |          |          |                 |                 |        |        |        |        |
| lateral     | lateral       |        |        | l        | ʎ        |                 |                 |        |        |        |        |
| aproximante | aproximante   | w      |        |          |          |                 | j               |        |        |        |        |

 .

### Gramática y sintaxis
Los pronombres de primera y segunda persona singular son diferentes para los géneros femenino y masculino, su plural deriva en cualquier caso de la forma femenina. La tercera persona es neutra.
El verbo se conjuga con sufijos de tiempo, modo y aspecto y en la segunda persona con sufijo de género femenino o masculino. Puede tener prefijos de intensidad.
Los sustantivos se declinan mediante sufijos que marcan los casos nominativo, acusativo, dativo, ablativo, locativo e instrumental, con posposiciones en lugar de preposiciones.
Es considerada como una lengua aglutinante. El orden de la oración es Sujeto - Objeto - Verbo. El nombre precede al adjetivo.